# O čёm govorjat mužčiny
O čёm govorjat mužčiny (О чём говорят мужчины) è un film del 2010 diretto da Dmitrij D'jačenko.

## Trama
Il film racconta di una compagnia di uomini che trascorrerà due giorni on the road, vivrà tante avventure e discuterà tanti argomenti.